# گیلتنر (نبراسکا)
گیلتنر(به انگلیسی: Giltner) شهری در ایالت نبراسکا کشور ایالات متحده آمریکا است که جمعیت آن در سرشماری سال ۲۰۱۰ میلادی، ۳۵۲ نفر بوده‌است.